# Helene Mayer
Helene Mayer, ab 1952 verheiratete Falkner von Sonnenburg (* 20. Dezember 1910 in Offenbach am Main; † 15. Oktober 1953 in Heidelberg), war eine deutsch-US-amerikanische Fechterin. Sie wurde sechsfache deutsche Einzelmeisterin, achtfache US-Meisterin, Weltmeisterin und Olympiasiegerin und gilt als eine der bedeutendsten Fechterinnen aller Zeiten.

## Leben
Die Tochter eines angesehenen jüdischen Arztes und einer evangelischen Mutter erlernte das Fechten bei Arturo Gazzera in Offenbach am Main, im Fechtclub Offenbach. Mayer gewann 1925 die deutsche Meisterschaft im Florettfechten und errang bis 1930 sechs nationale Meistertitel. 1928 gewann die blonde Hee, so ihr Spitzname, bei den Olympischen Spielen in Amsterdam die Goldmedaille und siegte bei den Europameisterschaften 1929 in Neapel und 1931 in Wien. Ab 1929 studierte sie internationales Recht in Frankfurt am Main, in den Jahren 1930 bis 1931 an der Sorbonne in Paris. Später erhielt sie ein Stipendium des Deutschen Akademischen Austauschdienstes für das kalifornische Scripps College und erreichte bei den Olympischen Spielen 1932 in Los Angeles einen fünften Platz, obwohl sie zuvor wenig trainiert hatte. Nach der Machtergreifung der Nationalsozialisten wurde der großen, blonden und blauäugigen Mayer das Stipendium aus „rassischen“ Gründen entzogen (sie war nach dem Reichsbürgergesetz „Halbjüdin“, da ihr Vater Jude war), und der Offenbacher Fechtclub wurde gedrängt, dass sie den Klub zu verlassen habe.

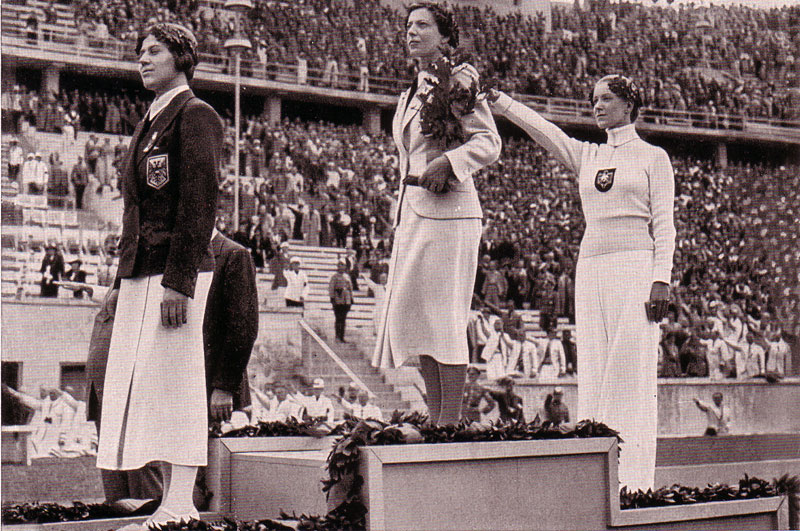
Helene Mayer (rechts) bei der Siegerehrung 1936 gemeinsam mit Ellen Preis (links, Bronze/Österreich) und Ilona Elek (Mitte, Gold/Ungarn)

Auf Drängen der amerikanischen Öffentlichkeit und auf Intervention des Internationalen Olympischen Komitees (IOC) startete sie 1936 bei den Olympischen Spielen in Berlin für Deutschland und gewann dort die Silbermedaille im Florettfechten. Sie war die einzige jüdische Teilnehmerin im deutschen Team. Ihre Teilnahme brachte Mayer, die zu dieser Zeit bereits in den USA lebte, auch Kritik ein. Thomas Mann und andere hatten an Mayer, die damals bereits seit Jahren in Übersee lebte, appelliert, nicht in den Dienst des NS-Regimes zu treten. Victor Klemperer notierte am 13. August 1936 in seinem Tagebuch: „ich weiß nicht, wo die größere Schamlosigkeit liegt, in ihrem Auftreten als Deutsche des Dritten Reichs oder darin, daß ihre Leistung für das Dritte Reich in Anspruch genommen wird“.
In der Reichspressekonferenz wurde bei ihrer Rückkehr nach Deutschland verfügt, dass nur Zeitungen in Hamburg (wo sie ankam) und Offenbach über ihre Rückkehr berichten durften, da man wegen ihres Status als Halbjüdin ihren Start im Reich (im Gegensatz zum Ausland) nicht propagieren wollte. Mayer betonte jedoch, es sei für sie eine Ehre, für Deutschland zu fechten. Mayer gewann die Silbermedaille und zeigte bei der Siegerehrung im Olympiastadion den Hitlergruß. Hitler soll sie bei einem Empfang in der Reichskanzlei anschließend als „beste und fairste Sportlerin der Welt“ bezeichnet haben. Als die Regisseurin Leni Riefenstahl 1938 zum Zwecke der Werbung für ihren Film Olympia durch die USA reiste, war Mayer dabei. Andere Quellen erklären, Mayer hätte nur aufgrund des Drucks durch das Regime und der Androhung, ihre Verwandten in Deutschland in Sippenhaft zu nehmen, sich für den Start für Deutschland entschieden.
1937 feierte Mayer in Paris den Sieg bei der ersten Fechtweltmeisterschaft. Unmittelbar danach siedelte sie in die USA über und erhielt 1940 die US-Staatsbürgerschaft. In den Jahren 1934–1935, 1937–1939, 1941–1942, und 1946 wurde sie acht Mal US-Meisterin im Florett. 1947 war ihre einzige Teilnahme ohne Sieg, als sie Helena Mroczkowska Dow unterlag. Bereits 1933 gewann sie die Outdoor-Meisterschaft. In dieser Zeit war sie auch Dozentin für Deutsch, Französisch und Italienisch am Mills College in Oakland (Kalifornien). Dort gab sie auch Fechtunterricht, während sie sich auf ihr Diplom an der University of California in Berkeley vorbereitete. Anschließend lehrte sie politische Wissenschaft am City College von San Francisco. 1952 kehrte sie nach Deutschland zurück. In München heiratete sie den Flugingenieur Erwin Falkner von Sonnenburg und zog mit ihm nach Heidelberg.
Am 15. Oktober 1953 starb Helene Mayer an Brustkrebs. An ihrem Grab sagte Karl Ritter von Halt, Präsident des Nationalen Olympischen Komitee Deutschlands: „Wir danken Dir, liebe, gute Hee, was Du für den deutschen Sport getan hast.“

## Familie
Mayers Vater war Mediziner. Ihrem Bruder Eugen Carl Mayer wurde als Halbjude die Akkreditierung als Arzt verweigert, weswegen er als kaufmännischer Angestellter in München arbeitete, bis er sich 1944 verstecken musste. Nach dem Krieg wurde er von den Amerikanern von 1945 bis 1946 als Landrat von Ebersberg eingesetzt.

## Grabstätte
Die Grabstätte von Helene Mayer befindet sich auf dem alten Teil des Münchner Waldfriedhofs (Grabnummer 211-W-12).

## Ehrungen
- Die Deutsche Bundespost emittierte aus Anlass der Olympischen Sommerspiele von 1968 in Mexiko-Stadt im Rahmen einer Sonderserie eine 30 + 15 Pfennig-Sondermarke mit dem Porträt Mayers.
- Der Helene-Mayer-Ring im Olympischen Dorf in München wurde 1972 anlässlich der Olympischen Spiele zu ihren Ehren benannt.[4]
- In Offenbach wurde eine Nebenstraße südlich des Bahndamms, wo Helene Mayers Verein, der Fechtclub Offenbach, lange sein Domizil hatte, nach ihr benannt.
- Mitglied der US Fencing Hall of Fame.

## Film
- What If? (The Helena Mayer Story) bei IMDb, Dokumentarfilm, USA, 2008, 47:18 Min., Buch und Regie: Semyon Pinkhasov. (Ausschnitt auf YouTube, abgerufen am 22. April 2022.)

## Ausstellungen
- 2010: 100 Jahre Helene Mayer, Rathaus, Offenbach.[12][13][14]